# Trigonopterus klatakanensis
Trigonopterus klatakanensis (лат.) — вид жуков-долгоносиков рода Trigonopterus из подсемейства Cryptorhynchinae (Curculionidae). Встречаются на индонезийском острове Бали на территории национального парка Бали-Барат на склонах горы Клатакан на высоте около 500 м.

## Описание
Мелкие нелетающие жуки-долгоносики, длина 2,22—2,53 мм. Окраска усиков и ног коричневая; остальное тёмно-коричневое. Тело субовальное, сверху со слабой перетяжкой между переднеспинкой и надкрыльями; в профиль дорсально выпуклое. Рострум со срединным гребнем и парой субсрединных гребней, между которыми расположены бороздки, каждая с редким рядом чешуек; эпистом с неправильным поперечным гребнем. Переднеспинка грубо пунктированная, сетчатая; с редкими лежачими чешуйками. Надкрылья с отчетливыми бороздками, отмеченными рядами точек; промежутки слабо ребристые, с рядами точек; шовный промежуток в основании вздут, крупно пунктирован; вершина надкрылий утолщенная, закругленная. Бёдра с простым передневентральным гребнем. Крылья отсутствуют. Рострум укороченный, в состоянии покоя не достигает середины средних тазиков. Надкрылья с 9 бороздками. Коготки лапок мелкие. В более ранних работах упоминался как «Trigonopterus sp. 285».
Вид был впервые описан в 2014 году немецким колеоптерологом Александром Риделем (Alexander Riedel; Museum of Natural History Karlsruhe, Карлсруэ, Германия), совместно с энтомологами Рене Тэнзлером (Rene Tänzler; Zoological State Collection, Мюнхен), Майклом Бальке (Michael Balke; GeoBioCenter, Ludwig-Maximilians-University, Мюнхен, Германия), Кахийо Рахмади (Cahyo Rahmadi; Indonesian Institute of Sciences, Research Center for Biology, Cibinong, Западная Ява, Индонезия), Яйюк Сухарджоно (Yayuk R. Suhardjono; Zoological Museum, Cibinong Science Center — LIPI, Jl. Raya Jakarta-Bogor, Индонезия), осуществившими ревизию фауны жуков рода Trigonopterus на острове Ява и соседних островах.